# Горишниця (община)
Община Горишниця (словен. Občina Gorišnica) — одна з общин Словенії. Адміністративним центром є місто Горишниця.

## Населення
У 2011 році в общині проживало 4032 осіб, 2000 чоловіків і 2032 жінок. Чисельність економічно активного населення (за місцем проживання), 1648 осіб. Середня щомісячна чиста заробітна плата одного працівника (EUR), 831,07 (в середньому по Словенії 987.39). Приблизно кожен другий житель у громаді має автомобіль (50 автомобілі на 100 жителів). Середній вік жителів склав 40,7 роки (в середньому по Словенії 41.8). 